# Scleria delicatula
Scleria delicatula är en halvgräsart som beskrevs av Ernest Nelmes. Scleria delicatula ingår i släktet Scleria och familjen halvgräs. Inga underarter finns listade i Catalogue of Life.